# Punjul
Punjul is een bestuurslaag in het regentschap Tulungagung van de provincie Oost-Java, Indonesië. Punjul telt 4138 inwoners (volkstelling 2010).